# رواق مقنطر

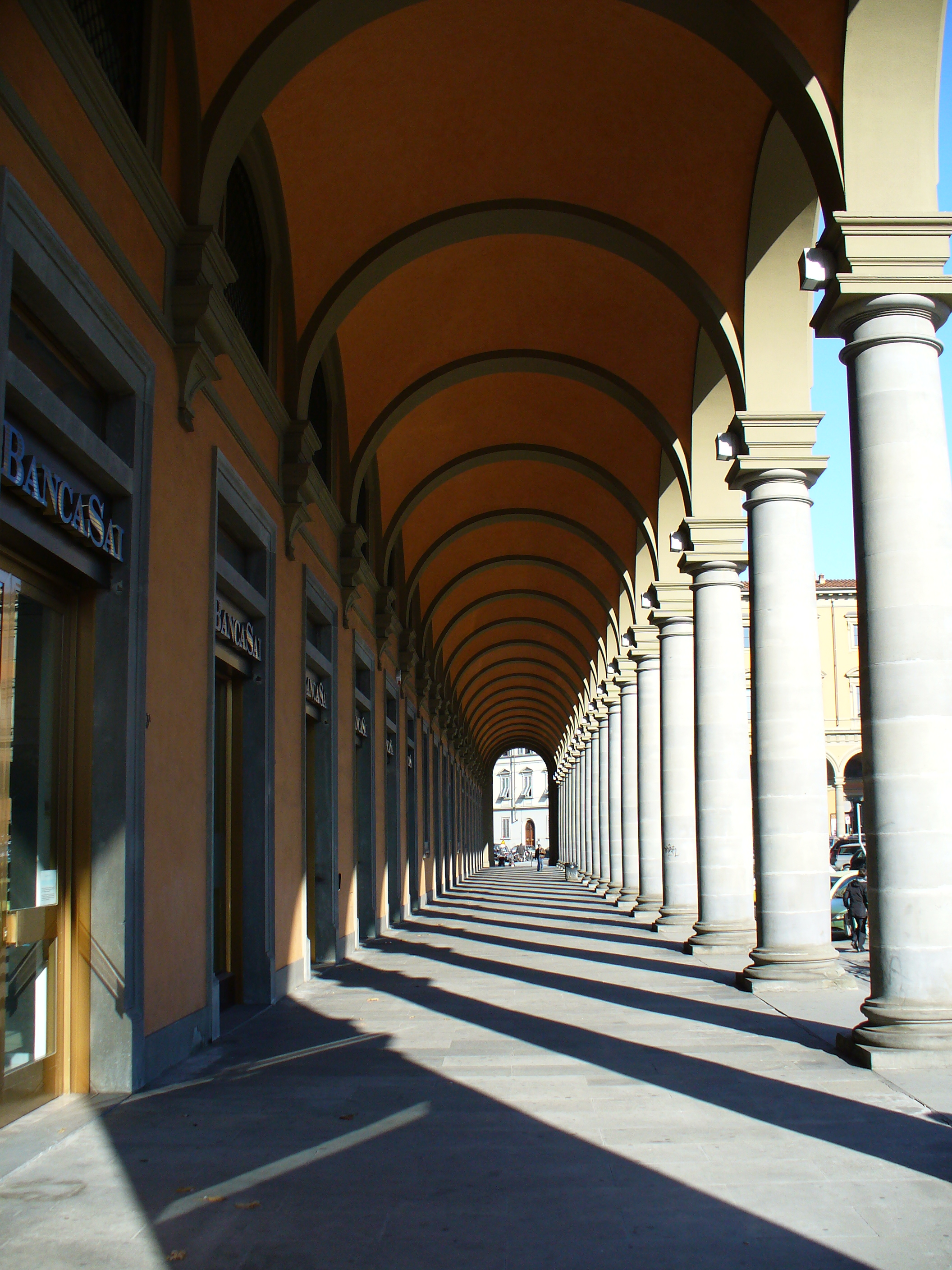
الممرات المقنطرة في ساحة التحرير (Piazza della Libertà) في فلورنسا.

الرواق المُقَنْطَر أو السَّاباط هو ممرٌ مَسْقوف عادة ما يقع على جانب الطابق الأرضي للمبنى، قد يكون له وظيفة حماية أو زخرفية. كان يستخدم مسبقًا في العمارة اليونانية، لكنه شهد تطورًا كبيرًا في الحضارة اليونانية (الإغريقية) والرومانية، الذي كان عنصرًا هامًا في العمارة الدينية والمدنية. وهناك نوع معين من الرواق المقنطر وهو النارثيكس (narthex)، خاص بالكنائس المسيحية الأوائل، حيث كانت توضع على الجوانب الداخلية الأربعة للكنيسة. كان الرواق المقنطر يستخدم على نطاق واسع حتى في أوقات لاحقة، لا سيما في عصر النهضة والعمارة الكلاسيكية الجديدة. عادة يتشكل الرواق المقنطر حين تمتد الممرات على شكل مربع.

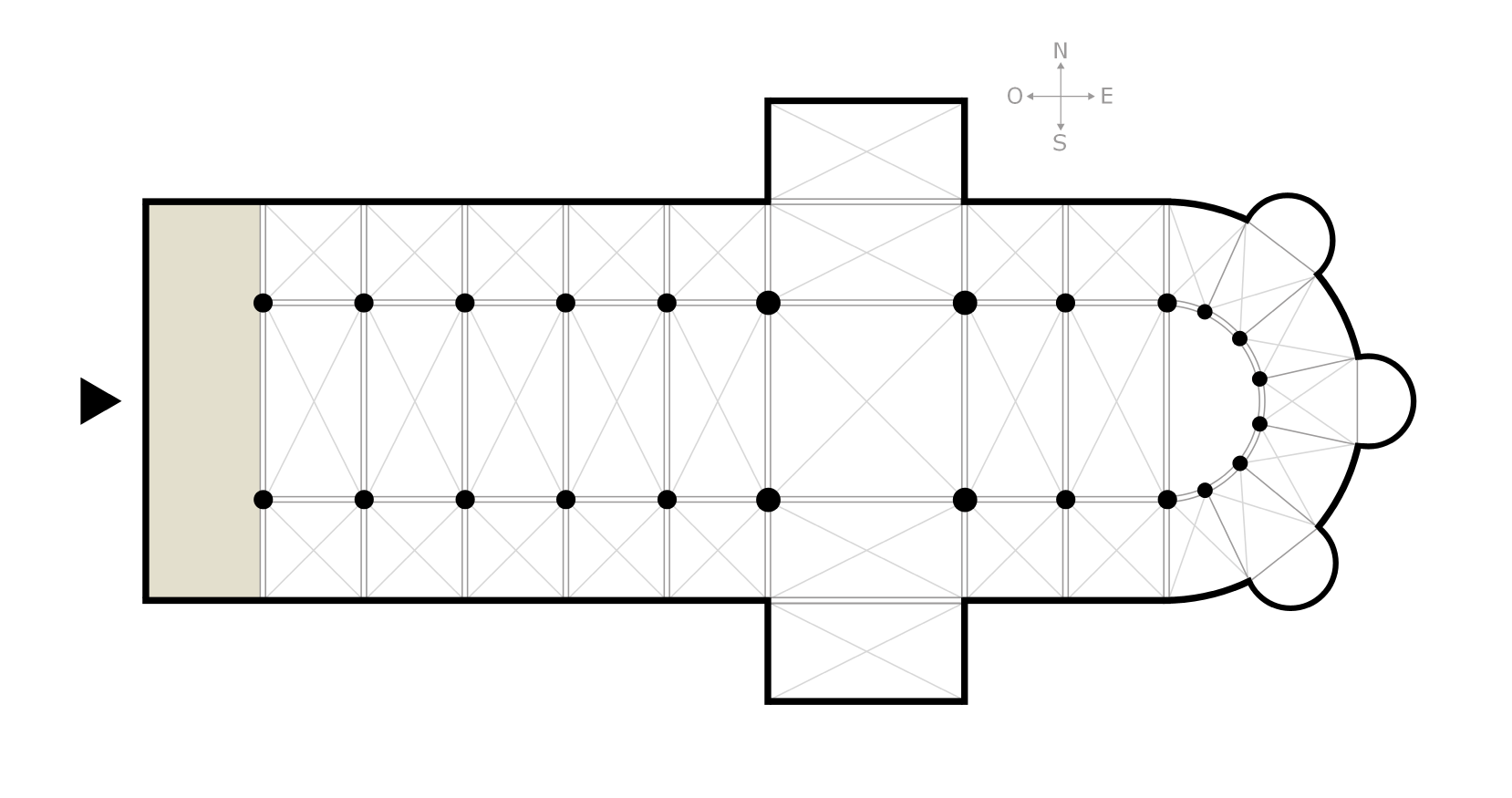
خطة لكاتدرائية، النارثيكس واضح

## طالع أيضًا
- فناء (عمارة)
- بائكة